# The Other Side (album d'Alastis)
 (juillet 2018).
Si vous disposez d'ouvrages ou d'articles de référence ou si vous connaissez des sites web de qualité traitant du thème abordé ici, merci de compléter l'article en donnant les références utiles à sa vérifiabilité et en les liant à la section « Notes et références ».
Cet article concerne l'album d'Alastis. Pour l'album de Godsmack, voir The Other Side.
Pour les articles homonymes, voir The Other Side.
Albums de Alastis
...And Death Smiled
(1995) Revenge
(1998)
The Other Side est le troisième album du groupe Suisse Alastis, sorti sur le label Century Media en 1997.

## Liste des titres
1. In Darkness 3:56
2. Never Again 4:53
3. The Other Side 4:18
4. Out Of Time 2:51
5. Through The Chaos 3:32
6. Fight And Win 2:31
7. Slaves Of Rot 4:38
8. Remind 3:41
9. Under The Sign... 4:53
10. End Or Beginning? 4:02

## Composition du groupe
- War D. : Guitare, Chant
- Acronoïse : Batterie
- Nick : Guitare
- Rotten : Basse
- Waldemar Sorychta : Claviers